# آریل نوگیرا
آریل نوگیرا (پرتغالی: Ariel Nogueira؛ زادهٔ ۲۲ فوریهٔ ۱۹۱۰ - درگذشته نامشخص) بازیکن فوتبال اهل برزیل بود.
از باشگاه‌هایی که در آن بازی کرده‌است می‌توان به باشگاه فوتبال فلامینگو و باشگاه فوتبال بوتافوگو اشاره کرد.
وی همچنین در تیم ملی فوتبال برزیل بازی کرده‌است.